# Dwayne L. Barnes
Dwayne L. Barnes (Detroit (Michigan), 26 november 1970) is een Amerikaanse acteur, filmregisseur, filmproducent en scenarioschrijver.

## Biografie
Barnes is opgegroeid op straat in Detroit waar hij de harde realiteit leerde. In het laatste jaar van de middelbare school werd hij verkozen tot de meest kansrijke student, won een lokale acteer competitie en werd beloond met een beurs voor een studie aan de Universiteit van Michigan. Na een paar jaar doorgebracht te hebben op deze universiteit besloot hij met zijn studie te stoppen en naar Los Angeles te verhuizen om acteur te worden. Hij viel daar ook op door zijn muzikale talent en na twee jaar dat hij in Los Angeles woonde trad hij op in een musical The Five Heartbeats. Hiervoor werd hij genomineerd voor Beste Acteur voor de NAACP Theater Award. Hierna speelde hij in meer musicals zoals Letters from Nam en Dorian, door zijn optreden in Dorian verdiende hij een opname voor een album met de band H2O. Deze band ging uit elkaar voordat het album uitkwam.
Barnes begon in 1991 met acteren in de televisieserie Baywatch. Hierna speelde hij nog in meerdere rollen voor televisieseries en films zoals White Men Can't Jump (1992), NYPD Blue (1996-2001), The Flock (2007) en Weeds (2010).
Barnes heeft een dochter.

## Filmografie[2]

### Films
Uitgezonderd korte films.
- 2023 Big George Foreman - als Dick Sadler
- 2010 Sinatra Club – als Fred
- 2007 The Flock – als Vincent Dennison
- 2005 The Chipotle Diamonds – als Archie
- 2003 Memorial Street – als Joshua
- 2002 The Big Time – als Stuff
- 1999 Tyrone – als chauffeur
- 1998 The Real Howard Spitz – als bendelid
- 1998 True Friends – als dunne Sammy
- 1998 Kinfolks – als Rashaan
- 1997 Angry Dogs – als ??
- 1997 Swinsuit: The Movie – als Ice
- 1994 Helicopter – als drug dealer
- 1994 Blankman – als klant bij McDonald
- 1994 The Middle Passage – als ??
- 1993 Menace II Society – als Basehead
- 1992 White Men Can't Jump – als jongen op basketbalveld

### Televisieseries
Uitgezonderd eenmalige gastrollen.
- 1991 Baywatch – als Carter – 2 afl.

### Filmregisseur/filmproducent
- 2010 Stranded in the Motor City - documentaire
- 2009 Sideline Confessions – tv-film

### Scenarioschrijver
- 2010 Stranded in the Motor City - documentaire
- 2003 Memorial Street – tv-film